# Parabemisia myricae
Parabemisia myricae (лат.) — вид мелких насекомых из семейства белокрылок (Aleyrodidae).

## Распространение
Япония, Тайвань, Малайзия, Китай. Впервые был описан в Японии. В 1970-х гг. был случайно завезён в США (Калифорния, Флорида). Также обнаружен в Израиле, Венесуэле, Португалии (1993), Испании (2002).

## Описание
Вид Parabemisia myricae развивается на Восковнице красной (Myrica rubra), Шелковице белой (Morus alba), различных Цитрусовых (Citrus) и Prunus (Персик, Слива), кустах чая (Camellia sinensis), Psidium guajava, Salix и другие. Имаго — мелкие, беловато-жёлтые молевидные насекомые. Самки откладывают беловатые яйца на край листьев (через несколько дней яйца чернеют).